# べんぴねこ
べんぴねこ（1975年10月13日 - ）は、日本のアニメ監督、映像ディレクター。

## 来歴
神奈川県横浜市出身。神奈川県立柏陽高等学校、京都大学総合人間学部卒業後、2002年に株式会社テレビマンユニオンに参加。ディレクターとしての活動後、2006年に株式会社ディーエルイーに移籍。蛙男商会のアシスタントを経て、『秘密結社鷹の爪』のキャラクター、レオナルド博士のスピンオフ作品『レオナルド博士とキリン村のなかまたち』でアニメーション監督「べんぴねこ」としてデビュー。
「ファイテンション☆スクール」「ファイテンション☆テレビ」でショートアニメーション作品を発表。そのほかにも、Webアニメーション、スポットCMなどの映像作品のディレクションに加え、声優、楽曲の作詞等も手がける。義妹はタレントの古川小百合。
イメージキャラクターはにきび面の乳白色の猫。
2013年からはパンパカパンツの総合ディレクターとして、劇場版監督、ＴＶシリーズ監督、LINEスタンプディレクション、キャラクターグッズ開発などに携わる。（2019年3月まで）
2017年にコヨーテ株式会社に転籍。ダンボール工作が動き出すオリジナルアニメーション作品「りさいくるずー」を制作。
2021年に会社解散により退職。フリーランスとなる。

## アニメーション作品
- 『ぷっぷくびーつ』（2007年）
- 『先生のチョンマゲ アッパレひでよしくん』（2007年）
- 『おしゃべりなちゅどんズ』（2007年）
- 『いつもワガママガマ王子』（2008年、映画『パコと魔法の絵本』のスピンオフ作品）
- 『レオナルド博士とキリン村のなかまたち』（2008年）
- 『サボテンスピリッツ』 - 花王8×4MENのモバイルサイトでムービーを公開
- 『NHK高校講座#ベーシック10』（シーズン1：2009年、シーズン2：2010年、シーズン3：2011年）
- 『鉄板!?シューゴロー』 - 競馬評論家・井崎脩五郎をモデルとしたアニメ
- 『ピチ高野球部』（2010年）
- 『ジューキーズこうじちゅう！』（「おかあさんといっしょ」内、2010年5月の歌）
- 『モンハン日記 ぎりぎりアイルー村 ☆アイルー危機一髪☆』（2010年）
- 『モンハン日記 ぎりぎりアイルー村G』（2011年）
- 『ユル兄さん』（2011年）
- 『元気!!江古田ちゃん』（2011年）
- 『GOODジョブーブ！』 - タウンワーク（リクルート）のキャラクター「ジョブーブ」のショートアニメーション
- 『ANISAVA』 （2013年）
- 『パンパカパンツ おNEW!』（2015年） -  パンパカパンツTVシリーズ。
- 『ブーブーボーイ』（2015年）
- 『パンパカパンツ WおNEW!』（2016年） - パンパカパンツTVシリーズ第二期。
- 『パンパカパンツ おNEWさん』（2017年） - パンパカパンツTVシリーズ第三期。
- 『ミッキーとオリバーのエージェント養成講座』（2021年）- テレビアニメ『テスラノート』のスピンオフ作品。

## 劇場版アニメ
- 『シンドバッドとアラジンの冒険』（2013年）
- 『えいがパンパカパンツ バナナン王国の秘宝』（2014年）
- 『シンドバッドとアラジンの冒険2』（2014年）
- 『パンパカパンツまつり ―プリン あら、ど～もー』（2017年）
- 『りさいくるずー』（2019年）[4]
- 『りさいくるずー まもれ！もくようびは資源ごみの日』（2020年）[5]
- 『りさいくるずー』（2021年）

## TVCMなど
- レオナルド博士とキリン村のなかまたちwebシリーズ（トイザらス「ours studio」で公開 ※現在は閉鎖中）
- レオナルド博士とキリン村のなかまたち・大乱闘スマッシュブラザーズX篇（日本トイザらス）
- レオナルド博士とキリン村のなかまたち・2008お年玉キャンペーン篇（日本トイザらス）
- レオナルド博士とキリン村のなかまたち・レゴ篇（日本トイザらス）
- レオナルド博士とキリン村のなかまたち・「通話料決済ドコモケータイ払い」「TCメールマガジン」（TOHOシネマズ）
- おしゃべりなちゅどん（ウィズ）
- Kaspersky Internet Security2009キャンペーンムービー（ジャストシステム）
- Kaspersky Internet Security 2010キャンペーンムービー（ジャストシステム）
- Kaspersky Internet Security 2010 TVスポット（ジャストシステム）
- 『秘密結社鷹の爪 THE MOVIE 〜総統は二度死ぬ〜』予告編、TVスポット
- 『ピューと吹く!ジャガー 〜いま、吹きにゆきます〜』予告編、TVスポット
- 『蛙男商会のホラーナイト』TVスポット
- 『伝染るんです。』DVD TVスポット
- 三井ホーム鹿児島 ピチ高野球部・インタビュー篇
- 『臨死!!江古田ちゃん』コミックス（アフタヌーンKC 講談社） TVスポット
- HTC J ISW13HT ピチ高野球部 激写せよ篇（HTC）
- ミニストップ 北海道プレミアムソフト ピチ高野球部篇（ミニストップ）
- PETIO リモナイトラボ（ペティオ）[6]
- PETIO ササミ巻き（ペティオ）
- タウンワーク静岡 パンパカパンツ（リクルート）
- 静岡パルコ パンパカパンツハロウィン2015篇
- PETIO Meaty（ミーティ）（ペティオ）
- ハッピーワオン×サンリオキャラクター ご当地WAON全力応援キャンペーンムービー（イオン）
- 「ローソンでいちご狩り」キャンペーンムービー（ローソン）
- エフコープ生活協同組合「みらいをみんなで」編（エフコープ生活協同組合）[7]

## その他
- 『超劇場版ケロロ軍曹 撃侵ドラゴンウォリアーズであります!』オープニングアニメーション制作
- 『シューゴローのケイバお作法』 東京競馬場で流れるマナー啓発ムービー
- 『もえろ!バッカルコーン』（MBSの「はれときどきうた」内で流れるアニメ。作詞と歌も担当。金曜日の放送だった）
- 『もえろ!バッカルコーン2 クリオ姉さんおとしごろ』（同じく「はれときどきうた」内で流れるアニメ。作詞と歌も担当。2010年3月26日まで金曜日、2010年4月5日から月曜日に放送される）
- 『奇跡はスタジアムでおこる！』 日本プロサッカーリーグ（Jリーグ）のプロモーションムービー
- 『チョー基礎から始めよう!ベーシック数学』一部キャラクターデザイン
- 『ぺぺぺい！ぺぺぺい！うれしっぺい！』 磐田市のイメージキャラクター「しっぺい」のテーマソング。作詞も担当。
- 『ブル男』（日刊スポーツ新聞社）
- 『帰ってきてよぉ富山から』『富山市立探偵ペロリッチ』富山市シティプロモーション。キャラクターデザイン、アニメーションの脚本、監督、声優を担当。[8]
- イオンシネママナームービー　パンパカパンツ
- 『おまけえいが パンパカパンツとサルアカのなぞ』（ワコール）
- エリエール消臭＋ リニューアルキャンペーンムービー（パンパカパンツ）（大王製紙）
- 『3ねんDぐみガラスの仮面～とびだせ私たちのVR（ヴィクトリーロード）～』（世界初のライブホログラフィック専用エンターテイメント常設劇場「DMM VR THEATER」での上演。）[9]
- 『パンケーキを毒見する』劇中アニメーション制作[10]
- サムライブクインダム 『虎・視・眈・々 From TREFOIL』 MV制作
- 『妖怪の孫』劇中アニメーション制作[11]
- 『あおまるのお金ってなんだろう』みずほ銀行公式キャラクター あおまるがお金について解説。
- 『かがくいひろしの世界展』展覧会用映像[12]
- ＴＶアニメ『異世界でもふもふなでなでするためにがんばってます。』エンディング制作[13]
- ＴＶアニメ『ウィッシュキャット（朝鮮語版）』ストーリーボード・アニマティック制作
- 『地球にも優しいギャル』チューリッヒ保険会社 公式tiktokで公開のアニメーションシリーズ
- 『はしもとみお木彫展』展覧会用映像